# Землетрясение в Карлыове (1949)
17 августа 1949 года в 20:44 по местному времени (18:44 UTC) в Турции произошло землетрясение с магнитудой 7,1 Mw и эпицентром близ Карлыовы в провинции Бингёль, регион Восточная Анатолия. Оно привело к 320—450 жертвам и повредило около 3500 зданий.

## Тектоническая обстановка

Тектоническая карта региона

В районе Карлыова находится тройная граница между Евразийской плитой, Анатолийской плитой и Аравийской плитой. Землетрясение произошло на восточной оконечности Северо-Анатолийского разлома.

## Землетрясение
Оценочный сейсмический момент землетрясения составляет 3,5E+26, что эквивалентно магнитуде 7,1. Предполагаемая протяжённость разлома при землетрясении составляет 63 км. Землетрясение разрушило самую восточную часть сегмента Едису (также известного как Эламали) и большую часть сегмента Илыпинар Северо-Анатолийского разлома.

## Последствия
В результате землетрясения погибли от 320 до 450 человек, около 3500 зданий повреждены.